# Arroyo Abroñigal
El arroyo Abroñigal era un afluente del río Manzanares, soterrado desde la década de 1970 por la M-30 y su Nudo Sur en la circunvalación de Madrid (España). Dio nombre a dos de los más antiguos viajes de agua de Madrid: el Alto y el Bajo Abroñigal.

## Historia
El Abroñigal aparece a lo largo de la historia de la ciudad de Madrid y su entorno relacionado con ‘distintos y diversos’ enclaves geográficos, y a menudo confundido o asociado al arroyo de Valnegral, localizado entre el paseo de Recoletos y Atocha y así llamado por la existencia en
esa vaguada del poblado de Valnegral, Valnogueral o Val de Nogueral. La confusión parte al parecer de errores en la interpretación de textos antiguos como el Fuero Viejo y la «Carta de Otorgamiento» del Fuero de Madrid (donde sí figura "Valnegral", pero no "Abroñigal" ) y, más en concreto, de la lectura poco atenta de pasajes de la obra del historiador y jurista Antonio de León Pinelo, en capítulos de su Historia de Madrid desde el nacimiento de Cristo Nuestro Señor hasta el año de 1658 (publicada en 1711), o en los Anales de Madrid durante el reinado de Felipe III (años 1598 a 1621). En síntesis, se confunde el “arroyo Abroñigal”, geográficamente muy extramuros del Madrid entre los siglos xiii y xvi con el primitivo «qanat» cristiano-musulmán que se conocería como “viaje del Alto Abroñigal”, cuyo sobrante desaguaba en la vega del arroyo de la Fuente Castellana, señalado por un «Arca Cambija», junto a la «Huerta del Duque de Avero, que después fue del Conde de Oropesa», a la altura del convento que dio nombre al actual paseo de Recoletos. 

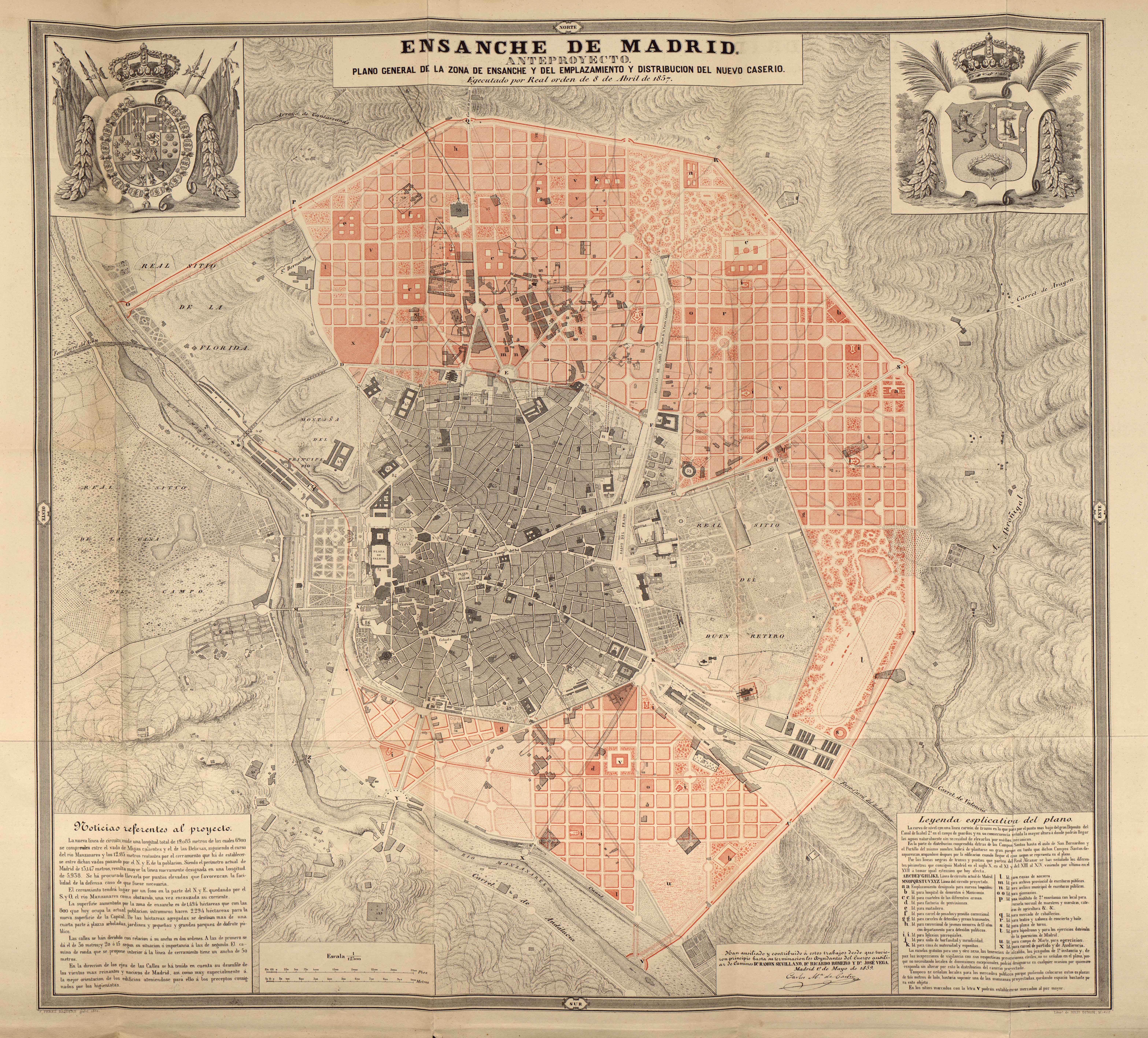
Plano del Ensanche de Madrid-1861. A la derecha, extramuros, bien dibujado se ve el cauce del arroyo Abroñigal.

El arroyo Abroñigal es mencionado por Sebastián Miñano en su Diccionario geográfico-estadístico de España y Portugal (1826-1828), en el Tomo I, página 321, dentro de la voz ‘Canal de Manzanares’.
Hacia 1870, su caudal fue artificialmente aumentado por el desagüe final de la conducción del ‘canalillo’ (acequia del Este del sobrante del Canal de Isabel II).

## Alto y Bajo Abroñigal
Alto y Bajo Abroñigal fueron los nombres por los que se conocieron dos de los más antiguos viajes de agua de Madrid. Procedían de manantiales subsidiarios del arroyo Abroñigal y abastecieron la Villa de Madrid durante los siglos xvii, xviii y gran parte del xix.
Según Aznar de Polanco, el primero de ellos, el Alto, data de 1614, y arrancaba en el término de Canillas, a 4 metros de profundidad junto al Abroñigal. Tras un recorrido alcantarillado de casi 15 kilómetros alcanzaba el Madrid de Felipe II a la altura de la casa del Relator Ávila, en la parte alta de la extensa huerta del convento de los Recoletos Agustinos, donde siglos después se encuentra la Biblioteca Nacional de España. Llegó a abastecer nueve fuentes públicas (atendidas por 217 aguadores) y 85 fuentes particulares, en las zonas más nobles de la Villa. Fue ampliado en 1712, 1772 y 1796. Se conservan algunos tramos de túnel y alcantarilla entre la M-30 y el paseo de Recoletos.
El ingeniero Chavarino, en los citados estudios sobre los viajes de agua, documenta el Bajo Abroñigal como «viage» construido antes de 1557 a partir de las aguas de un «arroyo nacido más al sur del Alto Abroñigal, en la Casilla "Los Mochuelos" en lo alto de la calle de Alcalá y a 3 metros de profundidad, en el antiguo término de Canillas-Canillejas y con ramales procedentes de la Alameda de Osuna». El primitivo «viage», siguiendo un trazado de alcantillas de unos 13 kilómetros, descendía en dirección sur por la calle de Alcalá hasta Atocha, donde se desviaba hacia el Sureste hasta desaguar en el Alto Abroñigal.

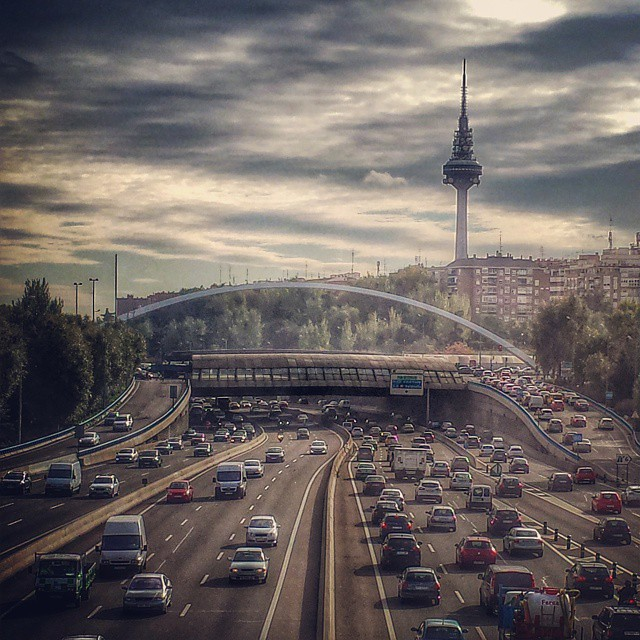
La M-30, en el antiguo cauce del Abroñigal, a la altura del Puente de Ventas.

## M-30
En la década de 1970, la suave depresión formada por el cauce del Abroñigal fue utilizada como medida de insonorización natural en el trazado de la autopista circunvalatoria M-30. Buena parte de la zona este de la vía se corresponde con dicho cauce. El Abroñigal también dio nombre a la estación de Madrid-Abroñigal, abierta al tráfico en 1974 y dedicada al transporte de mercancías, situada al sudeste de la capital.

## En la literatura
Benito Pérez Galdos menciona en varias de sus obras el Abroñigal. Así, en España trágica (tomo 42 de los Episodios nacionales), relata las vicisitudes del duelo de honor entre José Paúl y Angulo y el líder de la famosa "banda de la porra" Felipe Ducazcal.

«El mejor medio para salir del atranco era que don José y sus padrinos se metieran en el coche de la Real Casa, y salieran pitando para el Arroyo Abroñigal, mientras Felipe y los suyos irían en los alquilones al Gobierno Civil para ver a Martos y exponerle el caso. No dudaban que el Gobernador interino les daría permiso para matarse como caballeros en donde lo tuvieran por conveniente... Mientras los unos iban al Abroñigal en el coche regio, los otros emprendieron la carrera hacia el Gobierno Civil, donde Ducazcal, con fieras maldiciones, pintó a su amigo Martos el desairado trance en que le ponía echando la Guardia Civil en persecución de los honrados paladines. Martos le dijo: "Váyanse, váyanse al Abroñigal; pero a prisita, y despachen lo más pronto que puedan"...» 

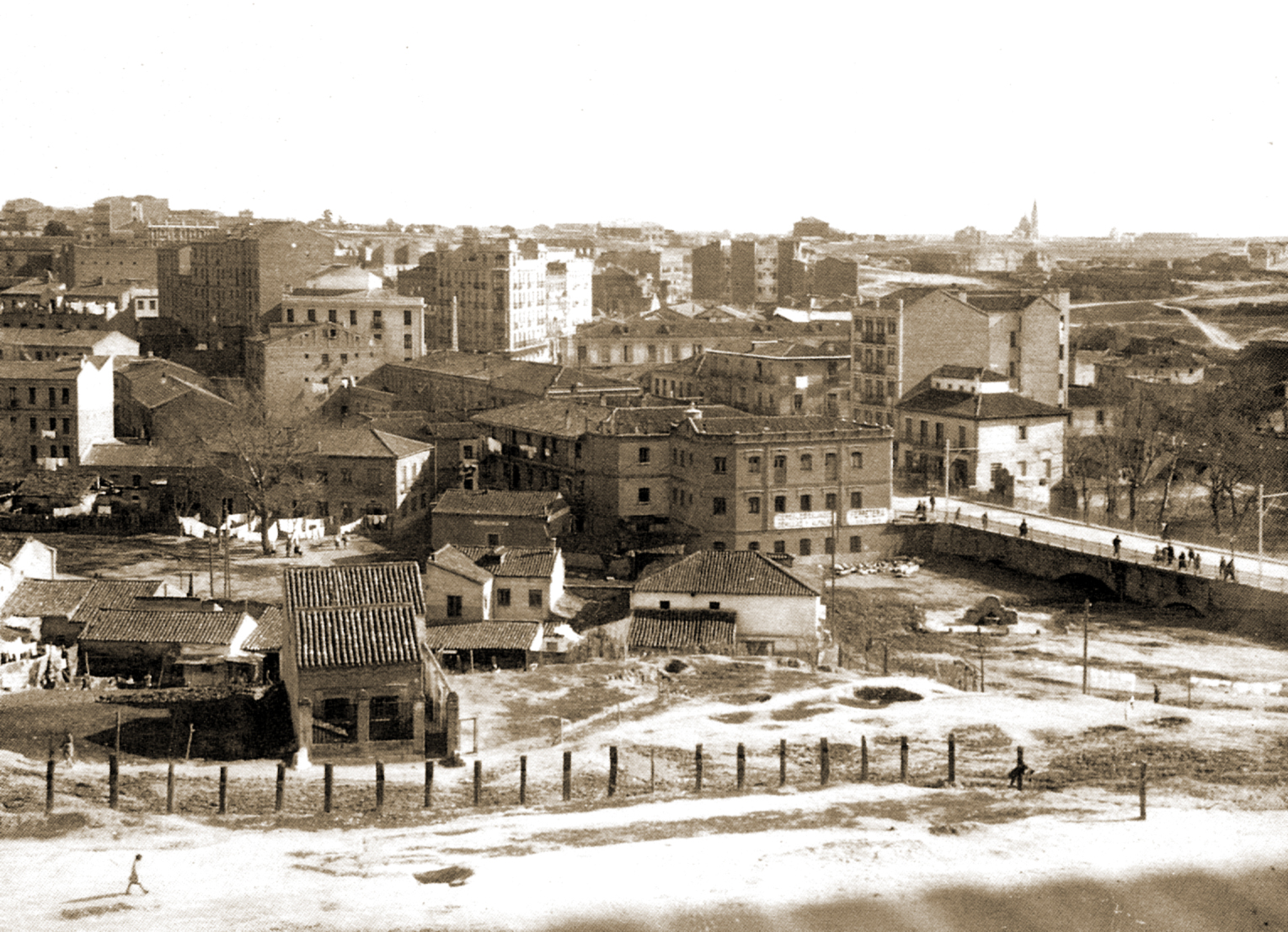
El Abroñigal hacia 1933, entre el Puente de Ventas y el de Calero.

Medio siglo después, el nobel Camilo José Cela sitúa algunos episodios de su novela coral La colmena en este arroyo que dio de beber a reyes y emperadores, pero sus cuadros literarios tienen resonancias discordantes con tal esplendor...«Unos niños juegan tirando piedras contra los charcos que la lluvia dejó. Por el verano, cuando todavía no se secó del todo el Abroñigal, pescan ranas a palos y se mojan los pies en las aguas sucias y malolientes del regato...».

## Véase también

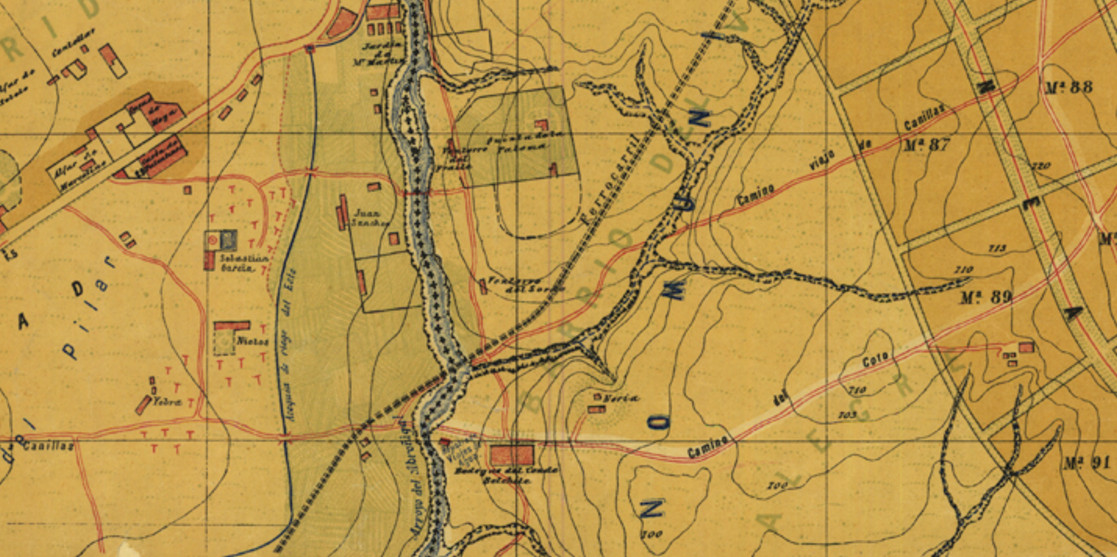
Detalle del Plano de Madrid en 1900, dibujado por Facundo Cañada. Se aprecia el dibujo rotulado del Registro del Viaje de Aguas en el camino de Canillas.